# Curillo
Curillo – miasto w Kolumbii, w departamencie Caquetá.